# 沙立
沙立（1455年—？年），字道中，直隸徐州人，軍籍，明朝政治人物。

## 生平
治《詩經》，成化十六年（1480年）庚子科應天府鄉試第七十三名舉人。弘治三年（1490年）中式庚戌科會試第三十二名，二甲第六十四名進士。十三年十月由兵部员外郎升河南按察司佥事、信陽兵備。十八年正月考察以才力不及调。正德元年（1506年）七月调任廣西，三年正月考察致仕。

## 家族
曾祖沙旺；祖父沙貴；父沙傑，教授。母周氏。